# Jörn Grabowski
Jörn Grabowski (* 1949) ist ein deutscher Historiker und Archivar. Er war Mitarbeiter der Nationalgalerie in Berlin und leitete von 1992 bis 2014 das Zentralarchiv der Staatlichen Museen zu Berlin.

## Leben
Jörn Grabowski begann 1973 als Magazinverwalter an der Nationalgalerie in Ost-Berlin zu arbeiten. Zeitgleich absolvierte er ein Fernstudium der Geschichte an der Humboldt-Universität Berlin, das er mit Diplom abschloss. Nach einer außerplanmäßigen Aspirantur erlangte er 1990 mit der Dissertation Zur politischen und kunstpolitischen Konzeption der Nationalgalerie. Behandelt anhand der Erwerbungen historischer Darstellungen in der Zeit von 1861 bis 1896 und deren Präsentation in Berlin und Potsdam den Doktorgrad. Die Geschichte der Nationalgalerie bildete auch in der Folge den Schwerpunkt von Grabowskis wissenschaftlicher Tätigkeit, er legte zahlreiche Aufsätze zu diesem zwischen Kunstgeschichte und Geschichte liegenden Thema vor.
Ab 1988 war Grabowski Mitarbeiter am Archiv der Nationalgalerie, das den personellen Kern des 1989 begründeten Zentralarchivs der Staatlichen Museen zu Berlin darstellte. Dort übernahm er 1989 die Abteilungsleitung für die Akten der Nationalgalerie. Nachdem erst Annegret Janda altersbedingt ausschied und der nachfolgende Leiter des Zentralarchivs, Friedrich Künzel, auf einen anderen Posten wechselte, rückte Grabowski – seit 1990 stellvertretender Leiter – am 1. Mai 1992 zum Leiter des Archivs auf. In dieser Zeit nahm er maßgeblichen Einfluss auf die zukünftige Ausgestaltung des Zentralarchivs in personeller und räumlicher Hinsicht. Unter der Leitung Grabowskis entwickelte das Zentralarchiv der Staatlichen Museen zu Berlin mit dem engen Zusammenhang zwischen Sammlungen und Akten sowie weiteren Beständen Vorbildwirkung. Mit Verweis auf das Berliner Vorbild konnten die Staatlichen Kunstsammlungen Dresden die Abgabe ihres Archivs verhindern. Im Jahr 2012 zog das Zentralarchiv unter Grabowskis Leitung in das Archäologische Zentrum in unmittelbarer Nähe der Museumsinsel. Ende September 2014 wurde Jörn Grabowski dann in den Ruhestand verabschiedet, als Leiterin der Zentralarchivs folgte ihm Petra Winter nach.

## Publikationen
- Wählt links! Das politische Plakat in Deutschland 1918–1933 (= Staatliche Museen zu Berlin, Hauptstadt der DDR, Ausstellung im Otto-Nagel-Haus, 10. Juli 1985 bis 19. September 1985), Berlin: Otto-Nagel-Haus/Staatliche Museen zu Berlin 1985.
- John Heartfield. Exil in der ČSR. Fotomontagen 1933–1983 (= Ausstellung im Otto-Nagel-Haus vom 29. Januar – 24. April 1986), Berlin: Staatliche Museen, Nationalgalerie 1986.
- „Und lehrt sie: Gedächtnis!“. Eine Ausstellung des Ministeriums für Kultur und des Staatssekretärs für Kirchenfragen in Zusammenarbeit mit dem Verband der Jüdischen Gemeinden der DDR zum Gedenken an den faschistischen Novemberpogrom vor fünfzig Jahren, herausgegeben von Jörn Grabowski, Berlin: Staatliche Museen 1988.
- Die verlorene Sammlung der Nationalgalerie im ehemaligen Kronprinzen-Palais. Dokumentation, herausgegeben von Annegret Janda und Jörn Grabowski, Berlin: Staatliche Museen zu Berlin – Preußischer Kulturbesitz 1992.
- Die Neue Abteilung der Nationalgalerie im ehemaligen Kronprinzen-Palais. Raumansichten aus den Jahren 1932/1933, in: Jahrbuch Preußischer Kulturbesitz, Band 28 (1991), S. 341–357.
- Die Nationalgalerie zwischen Kaiserhaus und Kunst. Dargestellt am Beispiel zeitgenössischer Fotografien, in: Jahrbuch Preußischer Kulturbesitz, Band 29 (1992), S. 302–318.
- Die Nationale Bildnis-Sammlung. Zur Geschichte der ersten Nebenabteilung der Nationalgalerie, in: Jahrbuch Preußischer Kulturbesitz, Band 31 (1994), S. 297–322.
- Wallfahrtsort Nationalgalerie. Zur Rückführung der Dresdener Gemälde aus der Sowjetunion, in: Jahrbuch Preußischer Kulturbesitz, Band 32 (1995), S. 323–348.
- Eberhard Hanfstaengl als Direktor der Nationalgalerie. Zu ausgewählten Aspekten seiner Tätigkeit zwischen 1933 und 1937, in: Jahrbuch Preußischer Kulturbesitz, Band 33 (1996), S. 327–342.
- Die Akten der Nationalgalerie 1874–1945. Findbuch (= Bestandsverzeichnisse. Zentralarchiv, Staatliche Museen zu Berlin. Band 2), Barbara Götze, Petra Ettinger und Jörn Grabowski, Berlin: Staatliche Museen zu Berlin Preußischer Kulturbesitz, Zentralarchiv 2001, ISBN 3-88609-457-X.
- Eine Fallstudie im Rahmen der Provenienzforschung: Johann Erdmann Hummels „Bildnis Frau Luise Mila“, in: Jahrbuch Preußischer Kulturbesitz, Band 38 (2001), S. 249–262.
- Kriegsbedingt verlagertes und verbrachtes Kulturgut. Die Staatlichen Museen zu Berlin 1933–1946, in: Kulturgüter im Zweiten Weltkrieg. Verlagerung – Auffindung – Rückführung, herausgegeben von der Koordinierungsstelle für Kulturgutverluste Magdeburg, Magdeburg: Koordinierungsstelle für Kulturgutverluste 2007, ISBN 978-3-9811367-0-8, S. 105–129.
- Zwischen Museumsalltag und gesteuerter Sammlungspolitik. Eine Studie zur Erwerbungspraxis der Berliner Nationalgalerie zwischen 1933 und 1945, in: Werke und Werte. Über das Handeln und Sammeln von Kunst im Nationalsozialismus (= Schriften der Forschungsstelle „Entartete Kunst“. Band 5), herausgegeben von Maike Steinkamp und Ute Haug, Berlin: Akademie 2010, ISBN 978-3-05-004497-2, S. 191–212.
- Kunst recherchieren. 50 Jahre Zentralarchiv der Staatlichen Museen zu Berlin, herausgegeben von Jörn Grabowski und Petra Winter, Berlin: Deutscher Kunstverlag 2010, ISBN 978-3-422-07053-0.
- Zwischen Politik und Kunst. Die Staatlichen Museen zu Berlin in der Zeit des Nationalsozialismus, herausgegeben von Jörn Grabowski und Petra Winter, Köln [u. a.]: Böhlau 2013, ISBN 978-3-412-21047-2.
  - Die Staatlichen Museen zu Berlin zwischen Politik und Kunst. Einführung, in: Zwischen Politik und Kunst. Die Staatlichen Museen zu Berlin in der Zeit des Nationalsozialismus, S. 11–27.
  - „Versäumen Sie Ihren arischen Nachweis nicht!“. Die Staatlichen Museen zu Berlin und ihr Umgang mit Bürgern jüdischer Abkunft 1933–1939, in: Zwischen Politik und Kunst. Die Staatlichen Museen zu Berlin in der Zeit des Nationalsozialismus, S. 29–51.
  - „Eine Art von Kriegsmaßnahme der Berliner Museen“. Die Ausstellung „1813 bis 1815. Großdeutschlands Freiheitskampf“ in der Nationalgalerie, in: Zwischen Politik und Kunst : die Staatlichen Museen zu Berlin in der Zeit des Nationalsozialismus, S. 197–213.
- Zum Kriegsdienst einberufen. Die Königlichen Museen zu Berlin und der Erste Weltkrieg, herausgegeben von Petra Winter und Jörn Grabowski, Köln [u. a.]: Böhlau 2014, ISBN 978-3-412-22361-8.
  - Im Schatten des Krieges. Die Nationalgalerie zwischen 1914 und 1918, in: Zum Kriegsdienst einberufen. Die Königlichen Museen zu Berlin und der Erste Weltkrieg, S. 52–72.
- Unter dem Hakenkreuz. Die Staatlichen Museen zu Berlin zwischen 1933 und 1945, in: Jahrbuch Preußischer Kulturbesitz, Band 49 (2013), S. 308–327.
- Leitbilder einer Nation. Zur Geschichte der Berliner Nationalgalerie (= Schriften zur Geschichte der Berliner Museen. Band 4), herausgegeben von Petra Winter, Köln [u. a.]: Böhlau 2015, ISBN 978-3-412-22443-1.